# Paradoxoglanis caudivittatus
Paradoxoglanis caudivittatus är en fiskart som beskrevs av Norris 2002. Paradoxoglanis caudivittatus ingår i släktet Paradoxoglanis och familjen Malapteruridae. IUCN kategoriserar arten globalt som livskraftig. Inga underarter finns listade i Catalogue of Life.